# Франклин (округ, Массачусетс)
Округ Франклин (англ. Franklin County) располагается в США, штате Массачусетс. Официально образован в 1811 году. По состоянию на 2010 год, численность населения составляла 71 372 человека. Получил своё название в честь американского политического деятеля Бенджамина Франклина.

## География
По данным Бюро переписи США, общая площадь округа равняется 1878 км², из которых 1818 км² — суша, и 60 км², или 3,13 %, — это водоёмы.

## Население
По данным переписи населения 2000 года в округе проживает 71 535 жителей в составе 29 466 домашних хозяйств и 18 416 семей. Плотность населения составляет 39,000 человек на км2. На территории округа насчитывается 31 939 жилых строений, при плотности застройки 18 строений на км2. Расовый состав населения: белые — 95,40 %, афроамериканцы — 0,89 %, коренные американцы (индейцы) — 0,29 %, азиаты — 1,04 %, гавайцы — 0,03 %, представители других рас — 0,75 %, представители двух или более рас — 1,61 %. Испаноязычные составляли 1,99 % населения независимо от расы.
В составе 29,50 % из общего числа домашних хозяйств проживают дети в возрасте до 18 лет, 47,90 % домашних хозяйств представляют собой супружеские пары проживающие вместе, 10,60 % домашних хозяйств представляют собой одиноких женщин без супруга, 37,50 % домашних хозяйств не имеют отношения к семьям, 29,00 % домашних хозяйств состоят из одного человека, 10,90 % домашних хозяйств состоят из престарелых (65 лет и старше), проживающих в одиночестве. Средний размер домашнего хозяйства составляет 2,38 человека, и средний размер семьи 2,95 человека.
Возрастной состав округа: 23,50 % моложе 18 лет, 7,80 % от 18 до 24, 28,50 % от 25 до 44, 25,90 % от 45 до 64 и 25,90 % от 65 и старше. Средний возраст жителя округа 40 лет. На каждые 100 женщин приходится 93,80 мужчин. На каждые 100 женщин старше 18 лет приходится 90,50 мужчин.
Средний доход на домохозяйство в округе составлял 40 768 USD, на семью — 50 915 USD. Среднестатистический заработок мужчины был 36 350 USD против 27 228 USD для женщины. Доход на душу населения составлял 20 672 USD. Около 6,50 % семей и 9,40 % общего населения находились ниже черты бедности, в том числе — 10,50 % молодёжи (тех, кому ещё не исполнилось 18 лет) и 8,80 % тех, кому было уже больше 65 лет.